# 铁石口镇
铁石口镇，是中华人民共和国江西省赣州市信丰县下辖的一个乡镇级行政单位。

## 行政区划
铁石口镇下辖以下地区：
铁石口社区、高桥矿区社区、赣南水泥厂社区、建华村、长远村、坝高村、芫甫村、铁石村、上塘村、极富村、寨背村、江背村、九龙村、细车村、坳丘村、高桥村和乙口村。

## 交通
- 京九铁路：铁石口站